# Ресурси і запаси танталу
Ресурси і запаси танталу

## Кількісна оцінка і локалізація танталових руд
Прогнозні ресурси танталу у світі в перерахунку Ta2O5 оцінюються в 1 млн т. Найзначніші прогнозні ресурси пов'язані з перспективними родовищами Гурайя в Саудівській Аравії, Моцфельд у Південній Ґренландії, Абу-Даббаб в Єгипті, Маунтін-Уедд в Австралії (табл. 1).
Табл. 1. Прогнозні ресурси пентоксиду танталу
на межі ХХ–XXI ст., тис. т.
| Континенти, країни | Прогнозні ресурси | Континенти, країни | Прогнозні ресурси |
| Європа             | 13                | Африка             | 115               |
| Франція            | 13                | Алжир              | 3                 |
| Азія               | 300               | Ефіопія            | 5                 |
| Північна Корея     | 80                | Єгипет             | 45                |
| Китай              | 25                | Конго              | 23                |
| Індія              | 10                | Зімбабве           | 7                 |
| Малайзія           | 10                | Дем. Респ. Конго   | 5                 |
| Саудівська Аравія  | 150               | Мозамбік           | 10                |
| Таїланд            | 25                | Намібія            | 1                 |
| Америка            | 284               | Нігерія            | 15                |
| Аргентина          | 4                 | ПАР                | 1                 |
| Бразилія           | 60                | Австр. і Ок.       | 85                |
| Ґренландія         | 120               | Австралія          | 85                |
| Канада             | 50                | Разом              | 797               |
| Мексика            | 10                |                    |                   |

Загальні і підтверджені запаси танталу (Та2О5) у світі оцінюються, відповідно, в 125,6 і 76,8 тис. т. (табл.2).
Табл.2. Запаси пентоксиду танталу на межі ХХ–XXI ст. (т)
і середні вмісти його в рудах (%)
| Континенти, країни | Запаси підтв. | У % від світових | Запаси загальні |
| Європа             | 11850         | 15,44            | 13050           |
| Іспанія            | 200           | 0,26             | 350r            |
| Португалія         | 150r          | 0,2              | 200r            |
| Франція            | 11500r        | 14,98            | 12500           |
| Азія               | 34700         | 45,21            | 64100           |
| Казахстан          | 2600          | 3,39             | 3200            |
| Китай              | 7600          | 9,9              | 19900           |
| Північна Корея     | 15000         | 19,54            | 30000           |
| Малайзія           | 900           | 1,17             | 1800            |
| Таїланд            | 8600          | 11,21            | 9200            |
| Африка             | 23000         | 29,97            | 36130           |
| ДР Конго           | 1800          | 2,35             | 4500            |
| Єгипет             | 10200         | 13,29            | 11000           |
| Ефіопія            | 200r          | 0,26             | 1300r           |
| Зімбабве           | 900r          | 1,17             | 3000            |
| Мозамбік           | 5600r         | 7,3              | 8800r           |
| Нігерія            | 3200          | 4,17             | 5530r           |
| Руанда             | 1100          | 1,43             | 2000r           |
| Америка            | 2700          | 3,52             | 3200            |
| Бразилія           | 900           | 1,17             | 1400            |
| Канада             | 1800          | 2,35             | 1800            |
| Австр. і Ок.       | 4500          | 5,86             | 9100            |
| Австралія          | 4500          | 5,86             | 9100            |
| Разом              | 76750         | 100              | 125580          |

r  оцінка

## Характеристика родовищ
Практично всі родовища танталу — комплексні: тантало-ніобієві, тантало-рідкісноземельні, тантало-олов'яні, тощо. 
Виділяють три основних геолого-промислових типи родовищ танталу:
- 1) пегматитовий (г. ч. в гранітних пегматитах), де сконцентровано понад 20 % підтверджених запасів і 8 % видобутку танталу;
- 2) кори вивітрювання пегматитів і карбонатитів, у яких укладено понад 50 % запасів і добувається 90 % танталу;
- 3) метасоматитовий в альбітитах і альбітизованих гранітах (понад 26 % підтверджених запасів і бл. 2 % видобутку). Крім руд, джерелом танталу є танталвмісні олов'яні шлаки. Середні вмісти пентоксиду танталу в рудах варіюють від 0,015 до 0,2 %.

Промисловий інтерес представляють танталвмісні мінерали групи мікроліту (Ca, Na)2 Ta2O6 (O, OH, F), які містять 50–80 % (Та2О5), групи танталіту — феротанталіт і манганотанталіт (Fe, Mn) Ta2O6, — 70–86 % Ta2O5. Крім того, тантал добувають з пірохлору (3–12 % (Та2О5), колумбіту (2–40 % (Та2О5), а також лопариту (0,5–0,8 % (Та2О5) і танталвмісного каситериту (1–4 % (Та2О5) .
Власне танталовими називають руди, які містять у значних кількостях мінерали із вмістом танталу в десятки процентів і характеризуються низьким відношенням Nb/Ta (0,2–3,0); родовища таких руд звичайно пов'язані з гранітними пегматитами і рідкіснометалічними гранітами, а також з корами вивітрювання по них і з розсипами ближнього зносу. З цих руд, використовуючи порівняно прості технологічні схеми збагачення (гравітація, електромагнітна сепарація, іноді флотація), отримують високосортні концентрати із вмістом 50–65 % Ta2O5, які надходять на хіміко-металургійну переробку методами розкладання плавиковою кислотою або сплавлення з лугами з подальшою екстракцією танталу для виробництва його гідроксиду.
Україна володіє значними ресурсами танталу і ніобію в північно-західній частині Українського щита, у межах Кіровоградського блоку та в Приазов'ї. Але, станом на 2006 р., в Україні руди танталу не видобуваються. Промислові концентрації танталу виявлені в комплексних родовищах та рудопроявах у межах центральної, південно-східної та північно-східної частини Українського щита. Державним балансом запасів корисних копалин України запаси танталу і ніобію враховуються по 2-х комплексних родовищах — розсипному Малишівському (Дніпропетровська обл.) та корінному Новополтавському (Запорізька обл.). Крім того, перспективним є Мазурівське родовище рідкісних металів у Донецькій області. Тут тантал-ніобієва мінералізація встановлена в маріуполітах та польовошпатових метасоматитах. На початку XXI ст. ведеться розвідка для підготовки родовища до промислового освоєння, отримано приріст промислових запасів категорії С1. Значний ресурсний потенціал мають недостатньо вивчені кори вивітрювання у метасоматитах Сущано-Пержанської зони, де разом з ніобієм знаходяться рідкісні землі, тантал та інші метали. Невеликі за розмірами, але з високим вмістом танталу (0,10–0,15 %), відкрито рудопрояви у межах Ганівсько-Звенигородської зони (Мостове, Копанки, Вись та інші).